# Santa María de los Llanos
Santa María de los Llanos – gmina w Hiszpanii, w prowincji Cuenca, w Kastylii-La Mancha, o powierzchni 42,56 km². W 2011 roku gmina liczyła 754 mieszkańców.